# تیم ملی بسکتبال زنان مونته‌نگرو
تیم ملی بسکتبال زنان مونته‌نگرو، نماینده مونته‌نگرو در مسابقات بین‌المللی بسکتبال زنان است.